# Łoszniów (gmina)
Łoszniów – dawna gmina wiejska w powiecie trembowelskim województwa tarnopolskiego II Rzeczypospolitej. Siedzibą gminy był Łoszniów.
Gminę utworzono 1 sierpnia 1934 r. w ramach reformy na podstawie ustawy scaleniowej z dotychczasowych gmin wiejskich: Boryczówka, Krowinka, Łoszniów i Suszczyn.
Po II wojnie światowej obszar gminy znalazł się w ZSRR.